# 東京マックス美容専門学校
東京マックス美容専門学校（とうきょうマックスびようせんもんがっこう）は、東京都品川区大井1-48-11にある美容専門学校。学校法人東京マックス学園。
最寄駅は京浜東北線・東急大井町線・りんかい線が乗り入れている大井町駅。
マックスファクターの化粧品を日本で販売する目的のために、美容部員の技術を高める目的で、1964年（昭和39年）に創立。

## 沿革
- 1963年(昭和38年) - マックスファクター高等美容学校創立
  - 美容師法により美容師養成施設として指定を受ける。
- 1964年(昭和39年)  - 東京マックス高等美容学校に校名変更。
- 1976年(昭和51年) - 東京マックス美容専門学校(専修学校令による)設置認可。
- 2013年(平成25年) - 創立50周年を迎える。

## 学科
- 美容科
- 通信科
- ビューティークリエイト科

## 著名な卒業生
- 有村雅弘（1976年卒）
- 中村ひとみ（1984年卒）
- 冨沢ノボル（1989年卒）
- マツコ・デラックス（1994年卒）